# Richenda River
Richenda River är ett vattendrag i Australien. Det ligger i delstaten Western Australia, omkring 1 900 kilometer nordost om delstatshuvudstaden Perth.
Trakten runt Richenda River består i huvudsak av gräsmarker. Trakten runt Richenda River är nära nog obefolkad, med mindre än två invånare per kvadratkilometer. Genomsnittlig årsnederbörd är 1 052 millimeter. Den regnigaste månaden är januari, med i genomsnitt 262 mm nederbörd, och den torraste är augusti, med 1 mm nederbörd.